# Heteronoma
Heteronoma là chi thực vật có hoa trong họ Mua.